# Niklas Svedberg
Niklas Svedberg (né le 4 septembre 1989 à Sollentuna en Suède) est un joueur professionnel suédois de hockey sur glace. Il évolue au poste de gardien de but.

## Biographie

### Carrière en club
Formé au Sollentuna HC, il débute en senior avec le Botkyrka HC dans la Division 1, le troisième niveau national en 2006. Deux ans plus tard, il découvre l'Elitserien avec le MODO Hockey. Il mène le Brynäs IF au Trophée Le Mat 2012. Le 29 mai 2012, il signe un contrat avec les Bruins de Boston. Il est assigné aux Bruins de Providence, club ferme des Bruins  dans la Ligue américaine de hockey. Le 2 janvier 2014, il joue son premier match avec les Bruins de Boston dans la Ligue nationale de hockey lors d'une victoire 2-1 en prolongation face aux Predators de Nashville.

### Carrière internationale
Il représente la Suède en sélections jeunes.

## Trophées et honneurs personnels

### Ligue américaine de hockey
- 2012-2013 : remporte le trophée Aldege-« Baz »-Bastien.
- 2012-2013 : nommé dans la première équipe d'étoiles.
- 2012-2013 : nommé dans la première équipe des recrues.
- 2013 : participe au match des étoiles avec l'association de l'Est.